# Comantenna brevicornis
Comantenna brevicornis är en kräftdjursart som först beskrevs av Georg Ossian Sars 1902.  Comantenna brevicornis ingår i släktet Comantenna och familjen Aetideidae. Inga underarter finns listade i Catalogue of Life.